# Alle vi børn i Bulderby
Alle vi børn i Bulderby er serie børnebøger og film af den svenske forfatter Astrid Lindgren.

## Handling
Bøgerne handler om børnene i Bulderby, en samling af tre gårde, Nordgården, Mellemgården og Sydgården, i Sverige. På Nordgården bor Britta og Anna, på Mellemgården bor Lisa (bøgernes fortæller), Lasse og Bosse og på Sydgården Ole (svensk: Olle) samt senere hans lillesøster Kirsten (svensk: Kerstin). Handlingen består af små hverdagsbegivenheder, børnene kommer ud for i skole, til jul og høst, skænderier mellem drengene og pigerne osv.

## Bøger
- 1947 Alle vi børn i Bulderby
- 1949 Mere om vi børn i Bulderby
- 1952 Vi har det dejligt i Bulderby

Billedbøger
- 1963 Jul i Bulderby
- 1964 Forår i Bulderby
- 1966 Børnehjælpsdag i Bulderby

## Filmatiseringer
- 1960 – Alle vi børn i Bulderby, tv-serie, regi: Olle Hellbom
  - Afsnit af tv-serien findes i en omredigeret udgave i to film: Alle vi børn i Bulderby (1960) og Bare roligt i Bulderby (1961)
- 1986 – Alle vi børn i Bulderby, film, regi: Lasse Hallström
- 1987 – Mer om os børn i Bulderby, film, regi: Lasse Hallström
  - Lasse Hallströms to film findes også i en opdelt udgave i form af en syv-afsnit lang tv-serie med titlen Alle vi børn i Bulderby, der havde premiere på SVT i 1989